# Гласът на Ислямска република Иран
„Гласът на Ислямска република Иран“ (на персийски: سازمان صدا و سيمای جمهوری اسلامی ايران, Sāzmān-e Sedā va Sima-ye Jomhūrī-ye Eslāmī-ye Īrān), съкратено ГИРИ, е държавната радио- и телевизионна компания на Ислямска република Иран.
Нарича се „Национално иранско радио и телевизия“ до Ислямската революция през 1979 г. Седалището на ГИРИ е в столицата Техеран.

## Статут
Съгласно член 175 от Конституцията на Иран:
„За телевизията и радиото на Ислямска република Иран се предвижда свобода на словото и разпространението на мисли и идеи при условие на съблюдаването на ислямските норми и с отчитане на интересите на страната.
Назначаването и отстраняването от длъжността председател на организацията „Глас и образ на Ислямска република Иран“ се осъществява от лидера на страната. Контрол за дейността на тази организации се осъществява от съвет, състоящ се от представители на президента, главата на съдебната власт и Меджлиса на ислямския съвет (по 2 души от всяка от властите).
Общата линия и ред на управлението на компанията и контролът за нейната дейност се определят от закона“. 

## Факти
- Включва 4 национални телевизионни канала, международен информационен канал (Press TV) и 3 спътникови телевизионни канала за чуждестранни зрители. Освен това във всяка провинция действува местен телевизионен канал. В комплекса на ГИРИ също влизат 8 национални радиостанции и световна служба.
- Световната му служба води емисии на 28 езика, включително руски (от 1947 г.) и английски.
- Има представителства (бюра) в 17 страни.

## Ръководство
Генерални директори (председатели) на ГИРИ
| Период      | Ръководител         |
| ----------- | ------------------- |
| 1966 – 1979 | Реза Готби          |
| 1979 – 1979 | Садек Готбзаде      |
| 1981 – 1984 | Мохаммад Хойниха    |
| 1984 – 1994 | Мохаммад Хашеми     |
| 1994 – 2004 | Али Лариджани       |
| 2004 – 2014 | Еззатолла Заргами   |
| 2014 – 2016 | Мохаммад Сарафраз   |
| 2016 – …    | Абдулали Али-Аскари |